# Holý vrch
Holý vrch este o arie protejată (arie specială de conservare — SAC, sit de importanță comunitară — SCI) din Republica Cehă întinsă pe o suprafață de 38,24 ha, integral pe uscat.

## Localizare
Centrul sitului Holý vrch este situat la coordonatele 50°31′53″N 14°13′55″E / 50.531389°N 14.231944°E.

## Înființare
Situl Holý vrch a fost declarat sit de importanță comunitară în noiembrie 2009 pentru a proteja un număr necunoscut de specii din flora spontană și fauna sălbatică aflate în arealul zonei. Situl a fost protejat și ca arie specială de conservare în iunie 2017.

## Biodiversitate
Situată în ecoregiunea continentală, aria protejată conține 3 habitate naturale: Pajiști uscate seminaturale și facies de acoperire cu tufișuri pe substraturi calcaroase (Festuco-Brometalia) (* situri importante pentru orhidee), Păduri de stejar și carpen Galio-Carpinetum, Păduri panonice cu Quercus pubescens.
La baza desemnării sitului se află un număr nedeclarat de specii protejate.